# NGC 457
NGC 457 (còn được gọi là Cụm Cú, Cụm ET hoặc Caldwell 13) là cụm sao mở trong chòm sao Tiên Hậu. Nó được phát hiện bởi William Herschel vào năm 1787, và nằm cách Mặt trời hơn 7.900 năm ánh sáng. Nó có tuổi ước tính là 21 triệu năm. Cụm đôi khi được các nhà thiên văn nghiệp dư gọi là Cụm cú, Cụm búp bê Kachina, Cụm ET (do giống với nhân vật trong phim) hoặc "Cụm trượt tuyết". Hai ngôi sao sáng, cường độ 5 Phi-1 Cassiopeiae và cường độ 7 Phi-2 Cassiopeiae có thể được tưởng tượng như đôi mắt. Cụm sao có trường phong phú khoảng 150 sao có cường độ 12-15.